# Палаццо Русполи
Палаццо Русполи (итал. Palazzo Ruspoli) — дворец в Риме, принадлежавший папской аристократической семье Русполи. Расположен в историческом центре столицы на пересечении Виа дель Корсо и Виа деи Кондотти. К палаццо вплотную примыкает известная в Риме базилика Сан-Лоренцо-ин-Лучина. Старинные конюшни дворца ныне используются как место для проведения художественных выставок име.

## История

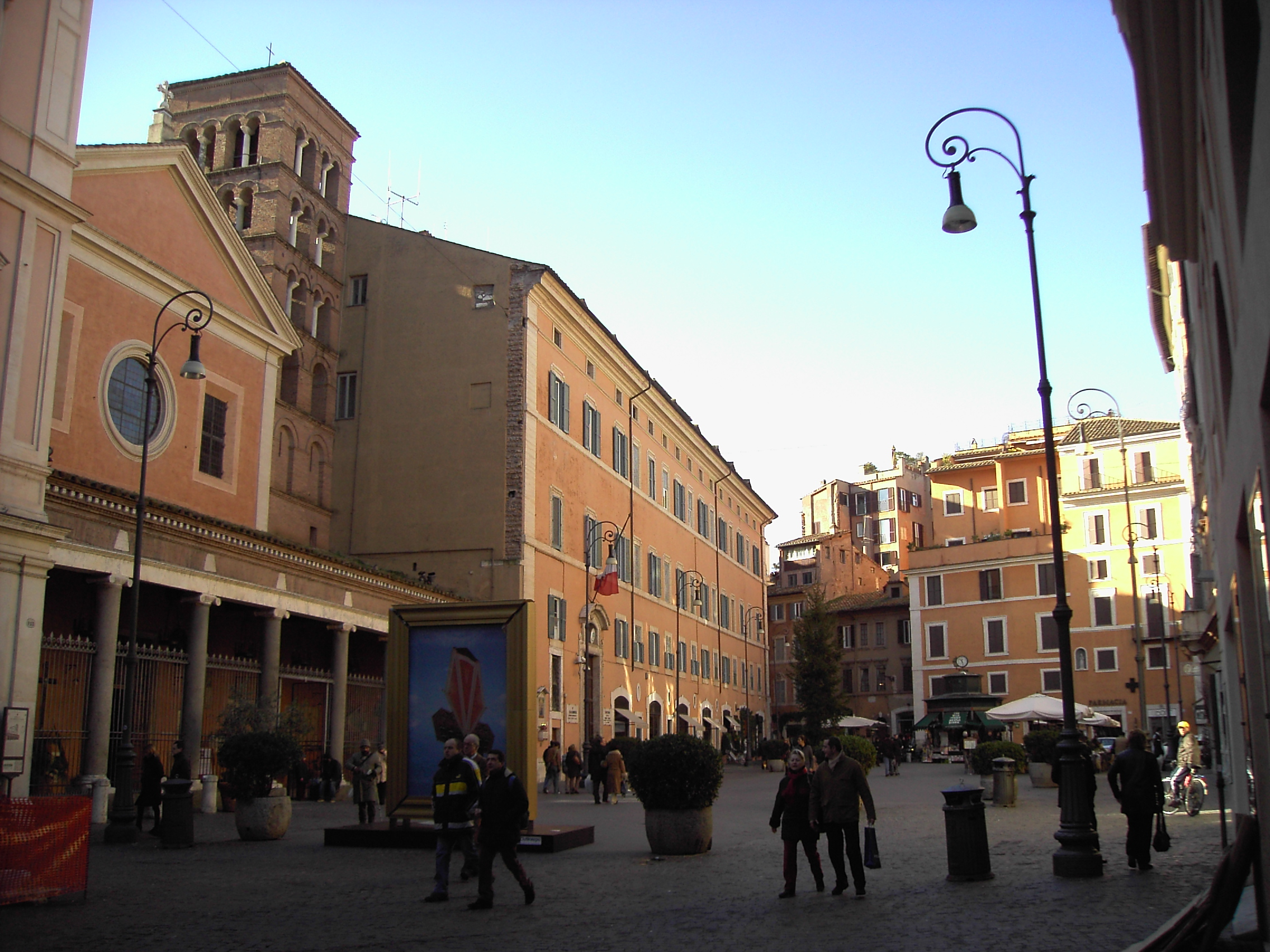
Базилика Сан-Лоренцо-ин-Лучина и Палаццо Русполи. Рим

Дворец был построен в XVI веке семьей Якобилли, однако у них закончились средства на завершение строительства, и поэтому в 1583 году они были вынуждены продать его тосканской семье Ручеллаи, которая поручила архитектору Бартоломео Амманати завершить строительство. Проект Амманати был в основном сосредоточен на возведении торжественного фасада вдоль нынешней улицы Корсо и лоджии, выходящей в сад, галерея которой несколько лет спустя была расписана фресками Якопо Дзукки и пополнена коллекцией античных скульптур князей Ручеллаи. 21 августа 1591 года дворец был приобретен за 12 000 скуди кардиналом Джаном Винченцо Гонзага, шестым сыном Ферранте I Гонзага, сеньора Гвасталлы, который сделал его своей римской резиденцией.
В 1629 году дворец приобрёл для себя и своей семьи кардинал Луиджи Каэтани, который, в свою очередь, поручил Бартоломео Бреччоли изменить фасад дворца на месте, которое сейчас называется Ларго Гольдони, добавив окна и расширив строение, а также убрав бесполезный склад, построенный столетием ранее. Заключительные работы во дворце также были заказаны семьей Каэтани в 1640 году архитектору Мартино Лонги Младшему (1602—1656), который создал величественную лестницу из более чем ста ступеней, которая и по сей день соединяет портик дворца с лоджией внутреннего двора и с башней-бельведером, расположенной над крышей. Эта лестница традиционно входит в число «четырёх чудес Рима», и каждая её ступенька сделана из цельного куска мрамора. Вдоль лестницы стояли старинные бюсты: императоров Адриана и Клавдия, Вакха и Силена, Аполлона, Меркурия, женщины, переодетой Геркулесом и Эскулапа.
В 1713 году Микеланджело Каэтани, будучи в большом долгу перед князьями Русполи, был вынужден уступить им дворец. Именно эта семья, которая по настоящее время частично владеет зданием, и дала ему название.
В XVIII веке в этом дворце останавливался известный немецкий музыкант Георг Фридрих Гендель, где он сочинил ораторию «La Resurrezione» и был хормейстером князей Русполи. В первой половине XIX века и до 1879 года по инициативе семьи Русполи первый этаж использовался для коммерческой деятельности, и здесь было открыто знаменитое «Caffè Nuovo» — одно из самых элегантных заведений города. Среди почётных гостей, посещавших Палаццо Русполи, известны имена французского императора Наполеона III, который с 1823 по 1835 год приезжал сюда мальчиком вместе с матерью Гортензией де Богарне; последняя заказала, с разрешения владельцев, несколько фресок для своего пребывания в изысканном французском стиле Первой империи. Семья Бонапартов была настолько впечатлена Римом и Палаццо Русполи, что в 1859 году двоюродный брат Наполеона III, Наполеон-Шарль Бонапарт, женился здесь на принцессе Кристине Русполи, окончательно установив тесную связь между семьями Русполи и Бонапартов.
В 1870 году в саду Палаццо Русполи после прорыва Порта Пиа произошло одно из последних сражений между пьемонтскими стрелками и папской армией, в ходе которого погибло 19 папских зуавов. В этот раз принцесса Кристина Русполи забрала флаг, развевавшийся над въездными воротами в город, а затем хранила его в своем римском дворце, где он оставался до 2011 года, когда по случаю празднования 150-летия объединения Италии флаг на торжественной церемонии был возвращён князем Сфорца Русполи в Ватикан.